# Stiria consuela
Stiria consuela là một loài bướm đêm trong họ Noctuidae.